# Miguel Iribertegui

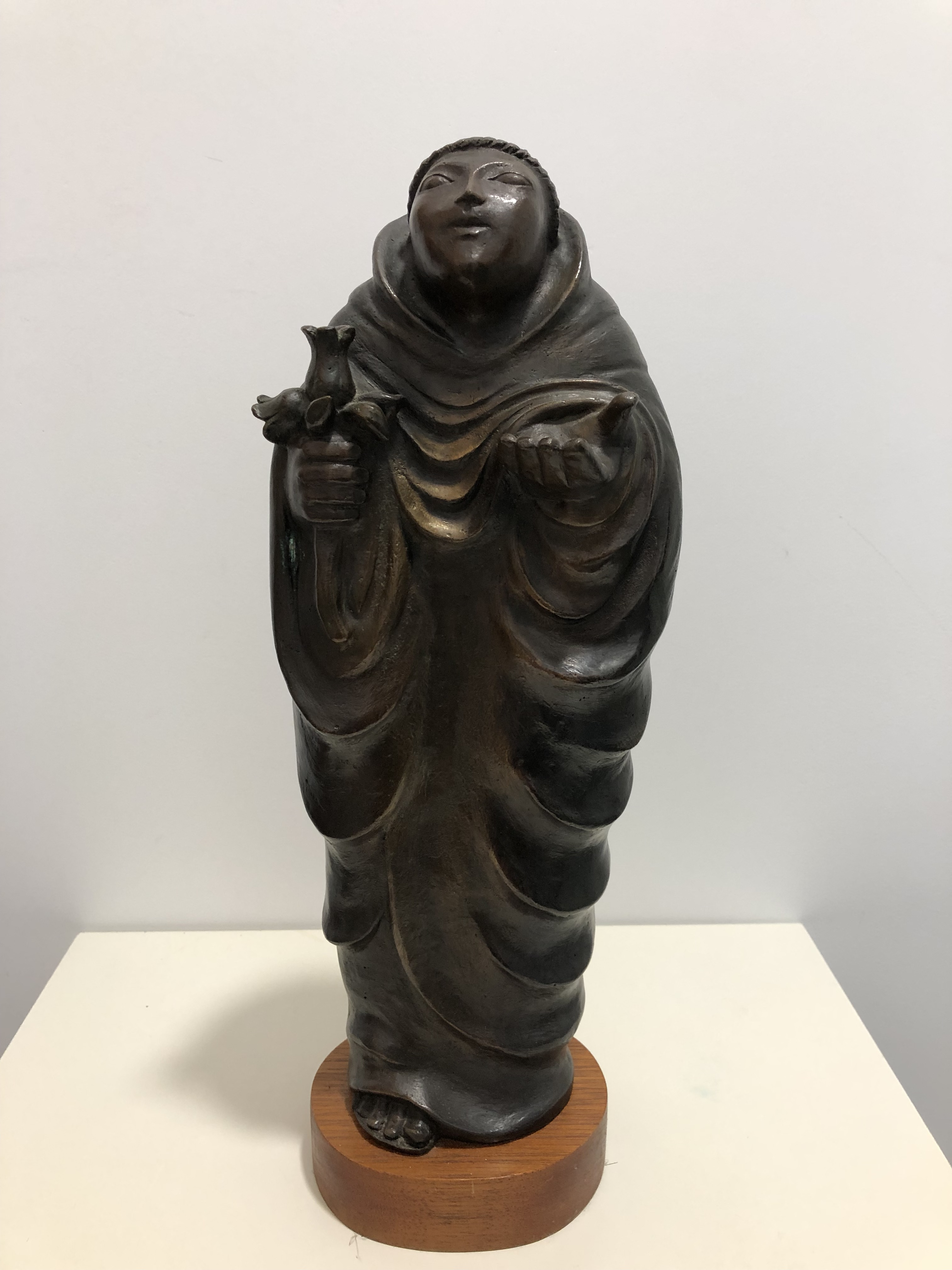
Santo Domingo con flor

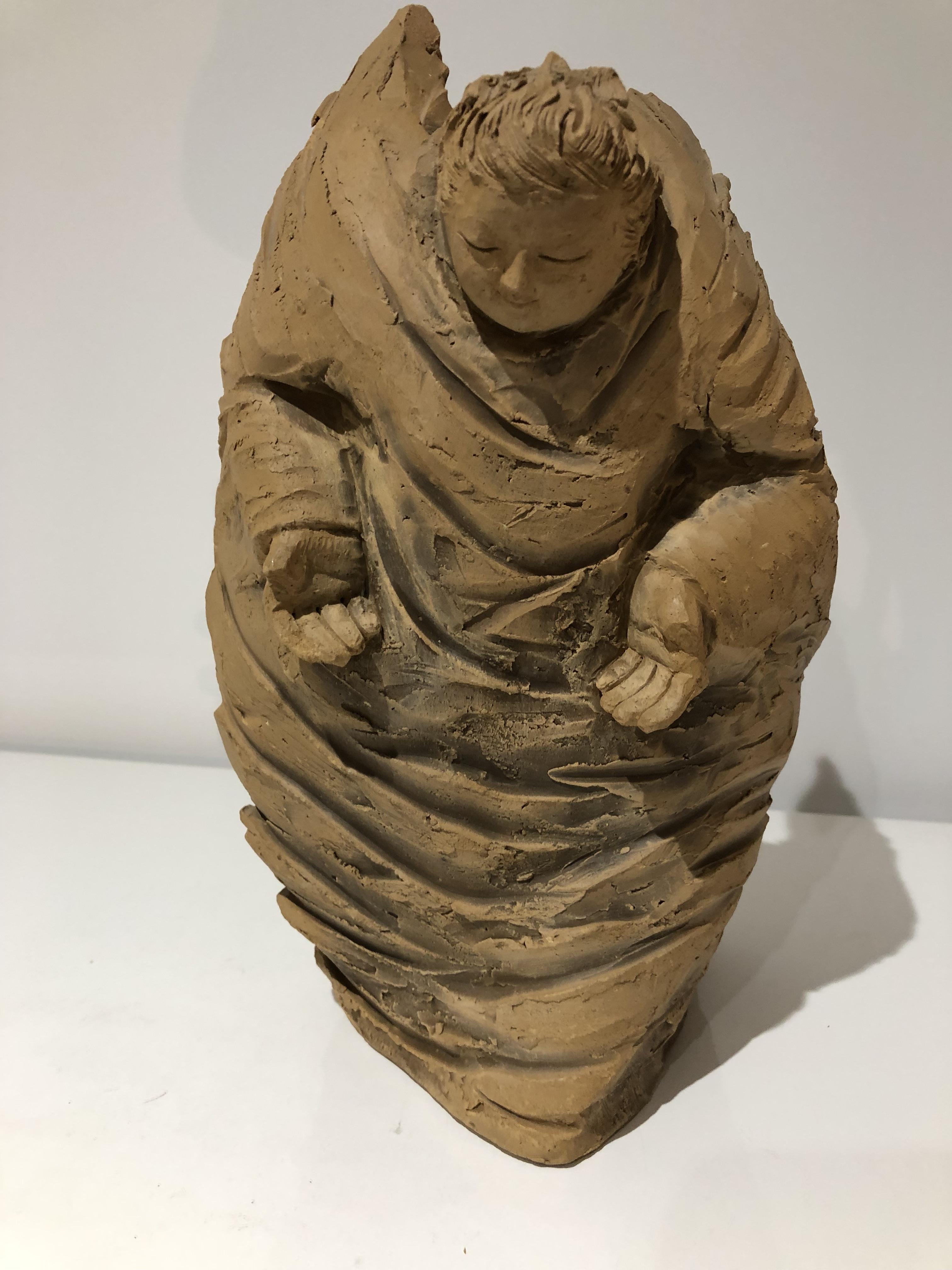
Figura de arcilla realizada por Iribertegui antes de pasar la obra al bronce.

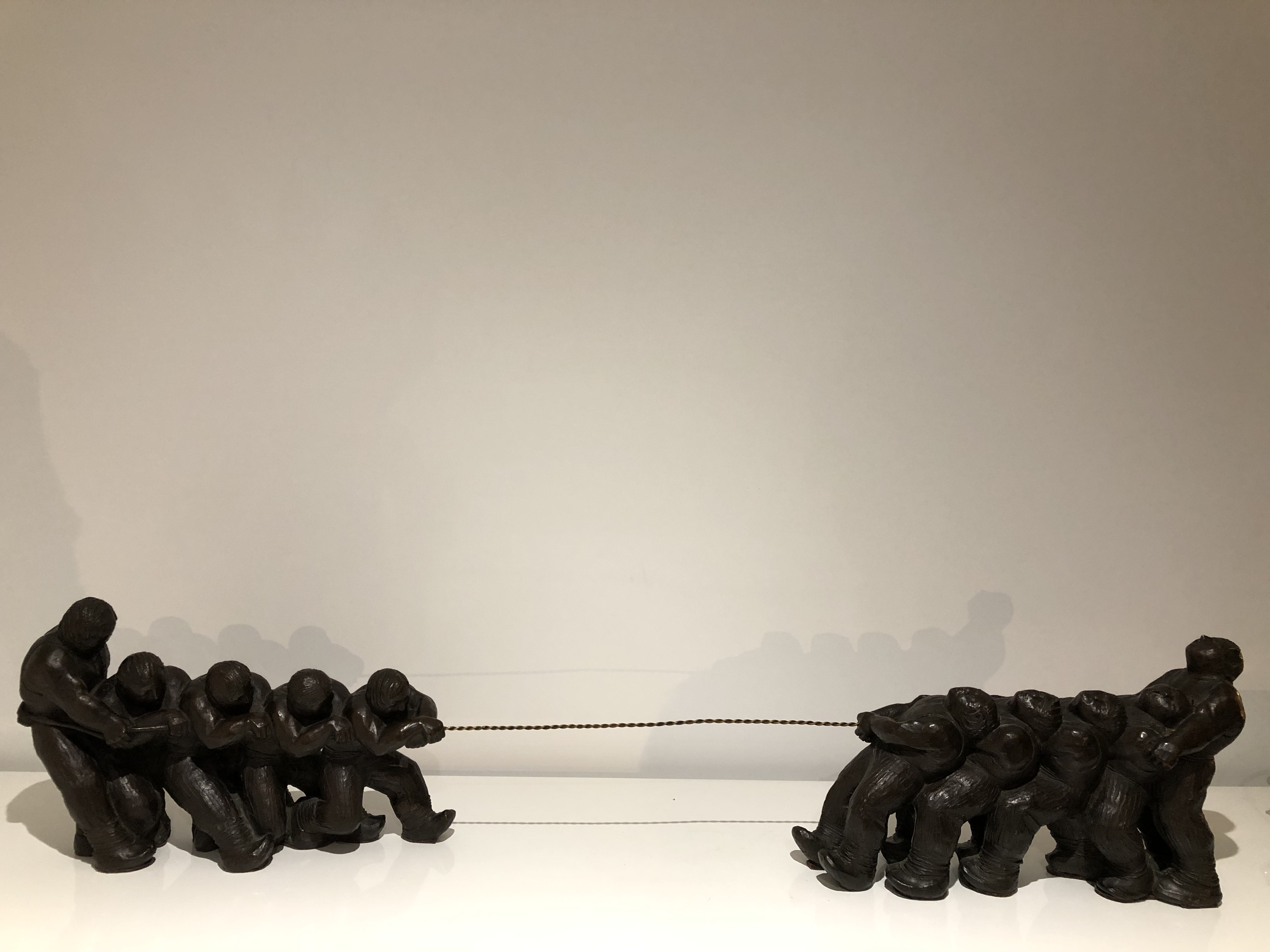
Juego de la sogatira

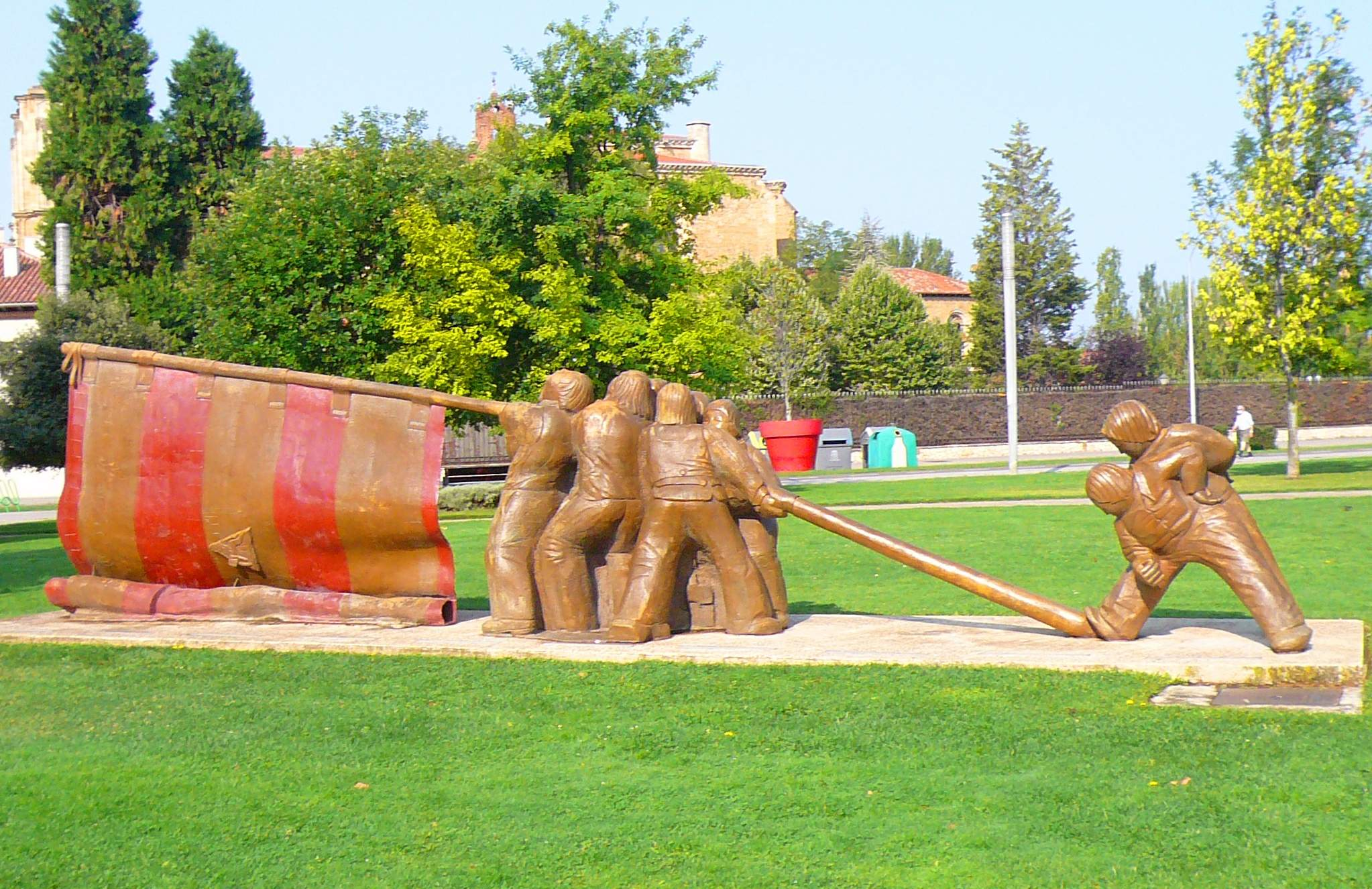
Monumento al pendón leones, obra de iribertegui a gran escala para la ciudad de León

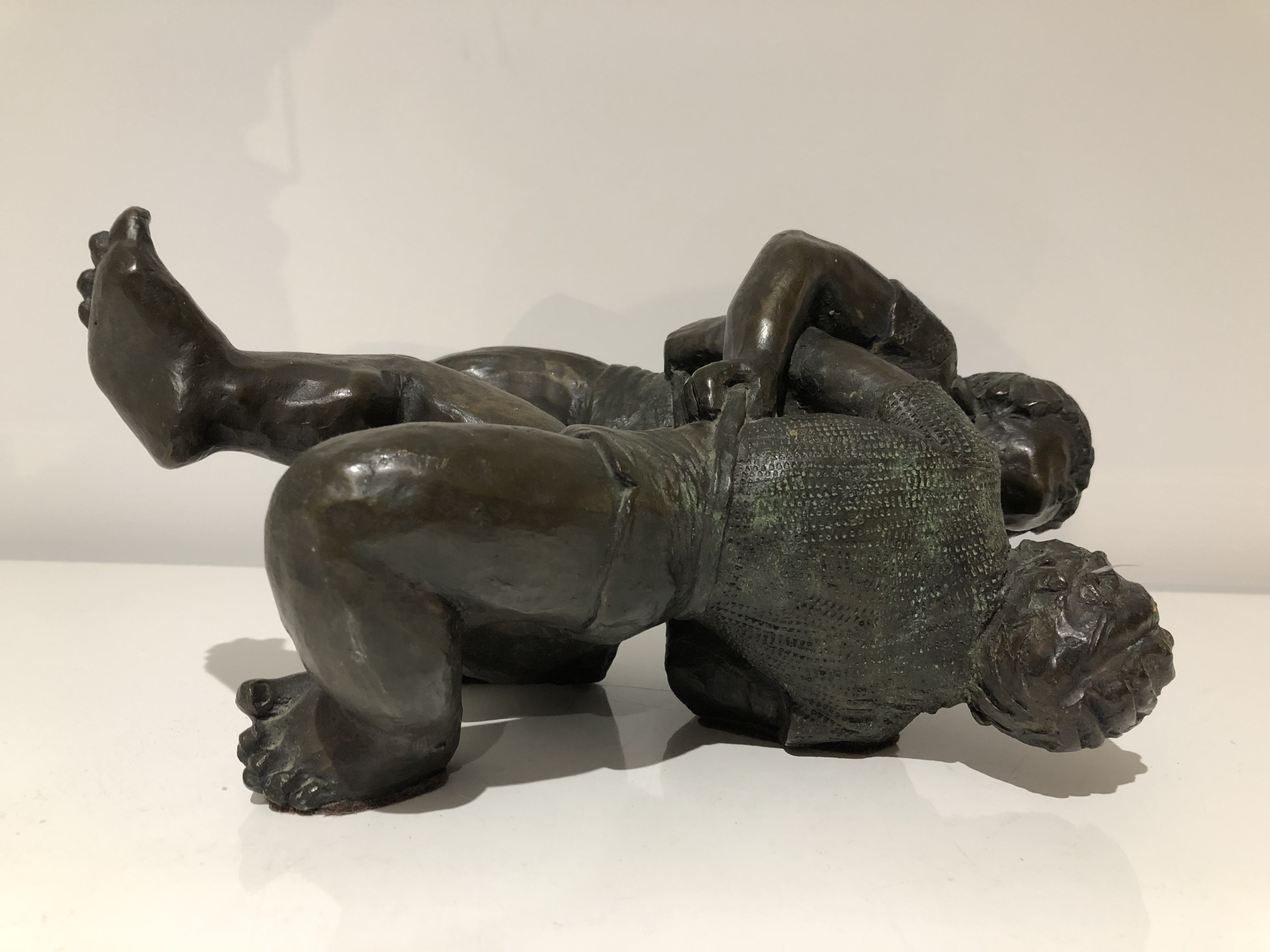
Aluche leonés

Miguel Iribertegui Eraso (Lapoblación, Navarra, 8 de agosto de 1938 - Villava, Navarra 7 de noviembre de 2008) fue un fraile dominico, escritor, músico, poeta y escultor.

## Biografía
Su padre, Miguel Iribertegui Aldaz, era secretario de ayuntamiento, primero de Meano, Navarra y después de Huarte, población de la Cuenca de Pamplona. A los 13 años ingresó en el Colegio Apostólico de Villava, regentado por la Orden de los Dominicos. Con 19 años ya como noviciado en esta misma orden, comenzó a estudiar Filosofía en la localidad de Las Caldas del Besaya, Cantabria, entre los años 1958 y 1960 y realizó los estudios de Teología en la Facultad de San Esteban de Salamanca entre los años 1960 y 1965. Tras esto, se traslada al convento de Estella, Navarra, para luego ir a Madrid, es en esta época cuando decide estudiar la carrera de Bellas artes. Fue durante estos años director del Club Juvenil Santo Domingo, donde le dio un impulso a la música popular religiosa interpretada por los miembros de esa asociación. 
En 1977 fue trasladado al Real Santuario Virgen del Camino en León, Castilla y León siendo una época muy importante para Miguel Iribertegui llegando a ser subprior, consejero del convento, bibliotecario y organista. Pasaría 25 años en este convento, completando su tesis doctoral y siendo profesor de dibujo y arte y desarrollando gran parte de su obra como escultor. Después de esto viajará a Perú, dando cursos en las ciudades de Puerto Maldonado, Cuzco y Lima, desarrollando su obra Los papeles de Tambopata. 
A su vuelta de Perú su salud estaba muy deteriorada, haría un último viaje a Villava, Navarra muriendo el 7 de noviembre de 2008.

## Obra escultórica
Iribertegui realizaba sus obras en barro o escayola, para posteriormente en una fundición madrileña realizarlas en bronce. Sus obras tratan de múltiples temas divididos principalmente entre obras de carácter religioso y laico.  

### Arte religioso
Entre sus obras religiosas podemos encontrar diferentes conjuntos que giran en torno a temáticas como ángeles, Santo Domingo y los dominicos y a la natividad. Las escenas que representan sus esculturas son muy cotidianas, cercanas entre los personajes que interactúan entre sí, sobre todo cuando se trata de grupos de frailes o en los belenes. Su Santo Domingo con flor es un perfecto ejemplo de su extensa obra en torno a su orden, sostiene una flor como símbolo de su virginidad que le ayuda a predicar mejor, sus vestiduras por otra parte parece que se disuelven en una derivación hacia la abstracción.

#### Puerta de la parroquia de Gorraiz
La puerta de la iglesia parroquial de San Esteban de Gorraiz, Navarra esta realizada en bronce y se compone de 4 hojas. En la primera encontramos un resumen de la vida de Cristo, el cual aparece en distintos episodios de la Biblia: la encarnación, la crucifixión y la resurrección. También se puede apreciar a San Esteban siendo apedreado por fanáticos. En la segunda y tercera hoja aparecen representados motivos relacionados con la iglesia, pero también con la vida laica, representando un parlamento como sede desde la que se gestiona lo humano, un herrero, un ordenador, una ciudad y una fiesta con referencias locales a la pelota, el ciclismo y el encierro. En la cuarta hoja se representa el juicio final con San Esteban del lado de los santos.

#### Puerta de Santa Bárbara en la Catedral de Oviedo
Este acceso a la Catedral de Oviedo sustituyó a una antigua puerta puesta tras la Guerra Civil. Se colocó el 30 de noviembre de 1996. Su iconografía diseñada por Iribertegui tenía como objetivo la catequesis, inspirándose en dos documentos del Concilio Vaticano II. La temática del panel de la izquierda gira en torno a Cristo y 3 momentos importantes: el nacimiento, la predicación  y Jesús como salvador. En el panel central encontramos un conjunto de representaciones sobre la existencia humana. Una parte está formada por parejas de personas que tienen asociadas distintas temáticas en torno a la familia, el trabajo, la economía, la cultura o la misión de la iglesia. Entre los dos paneles anteriores además se puede apreciar una cruz que venera el Rey Alfonso II de Asturias, fundador de la catedral. En el último panel, a la derecha podemos apreciar un conjunto de temas relacionados con la iglesia, destacando la presencia de la Virgen de Covadonga y el Corpus Christi.

### Arte laico
Las obras laicas de su obra tienen también multitud de temas, muchas veces relacionados con los intereses de Miguel Iribertegui: agrupaciones de pastores, aluche leonés, soga tira o el pendonés de León. Este último ha sido en 2015 reproducido en gran tamaño en el centro de la capital leonesa, como un homenaje a esa tradición que tiene sus raíces en la Edad Media.